# ماکس لئونانی
ماکس لئونانی (انگلیسی: Max Leognany; ۱۲ مارس ۱۹۱۳ – ۱۱ فوریهٔ ۱۹۹۴) مجسمه‌ساز اهل فرانسه بود.
وی همچنین برندهٔ جوایزی همچون لژیون دونور (شوالیه) شده‌است.